# Státní tiskárna v Praze
Státní tiskárna v Praze (Místodržitelská tiskárna) je bývalá C. k. tiskárna, která se nacházela ve zrušeném dominikánském klášteře mezi ulicemi Karmelitská, Harantova a Nebovidská.

## Historie

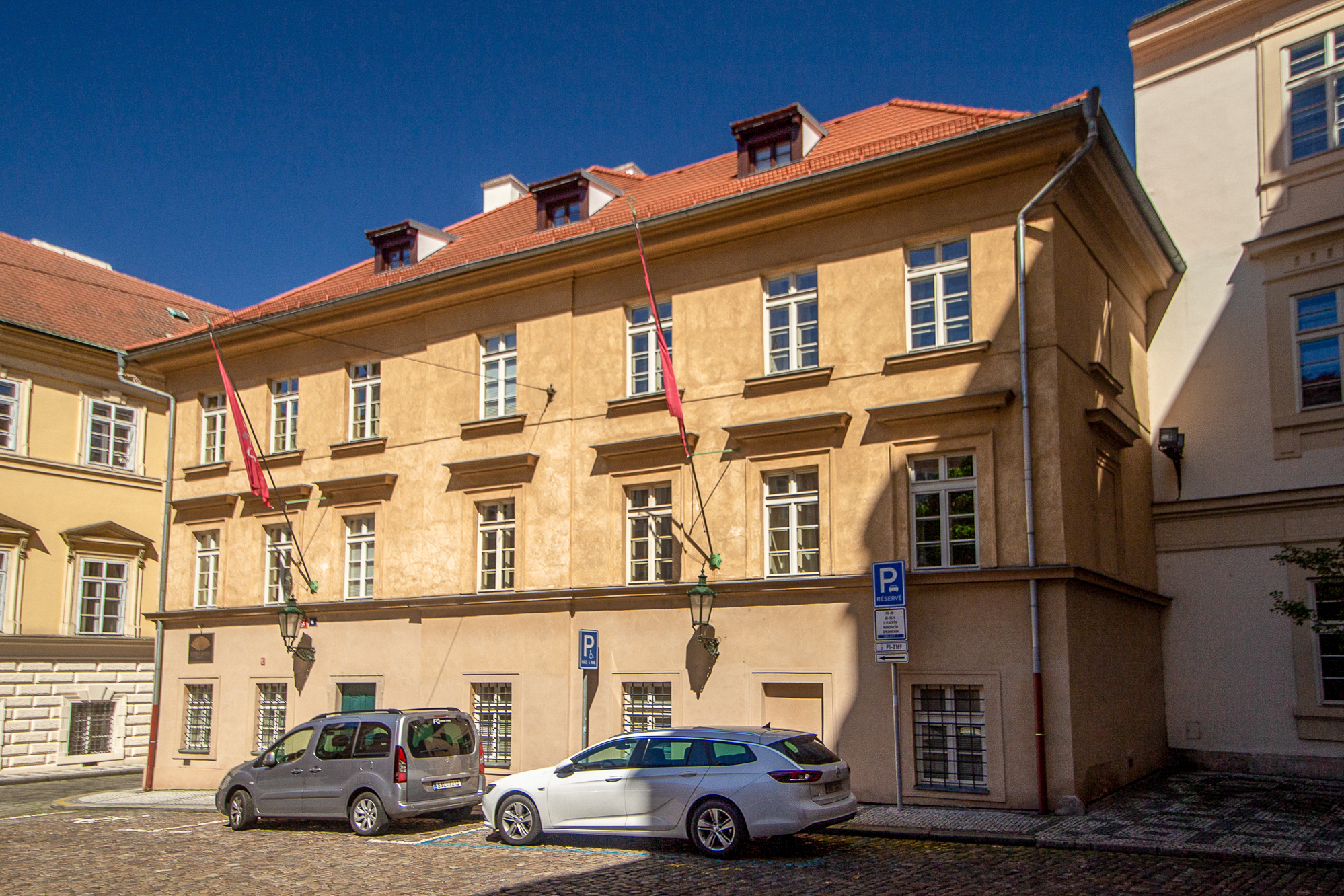
Malý dům

Tiskárna byla založena roku 1848 původně na Malostranském náměstí. Rozmnožovala úřední oběžníky a vyhlášky a později zde vycházel list „Prager Zeitung“. Roku 1876 pořídila pro svůj provoz jako první v českých zemích rotačku, kterou představila již roku 1873 na světové výstavě ve Vídni Augšpurská strojírna.
Provoz tiskárny se rozšiřoval, proto byla zakoupena budova bývalého dominikánského kláštera čp. 459 v Nebovidské ulici. Později k ní byl přikoupen také sousední dvoupatrový „Malý dům“ čp. 387 pro administrativu novin.
Po vzniku Československa byla tiskárna převedena do státní správy. V letech 1919–1934 vedl její technický úsek jako ředitel Karel Dyrynk, který se zde zasazoval o vznik původních českých písem.
Počátkem 90. let 20. století byla tiskárna zrušena. V letech 2004-2006 proběhla přestavba areálu na luxusní hotel.